# 普热梅斯瓦夫·米亚尔琴斯基

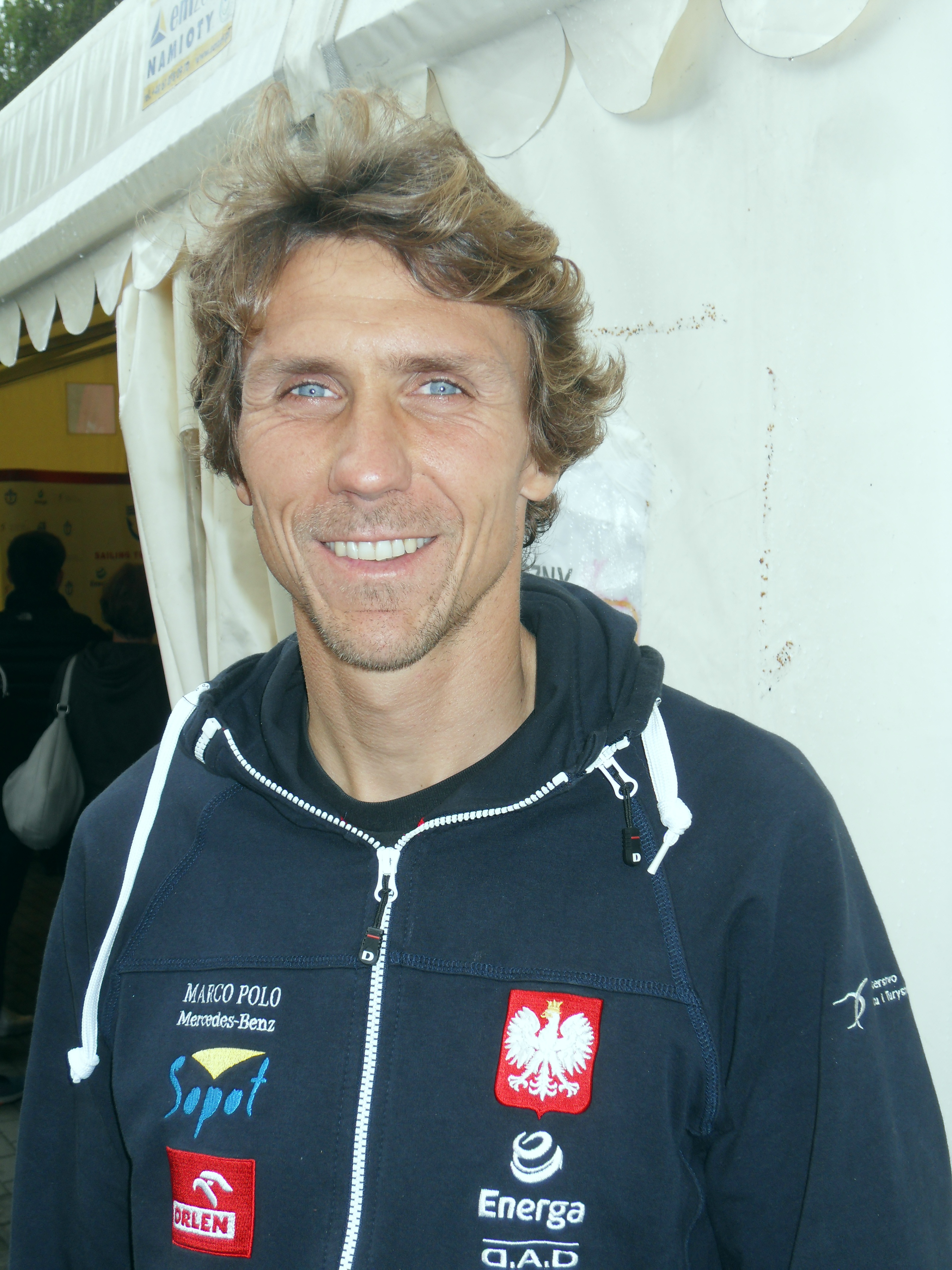
普瑟明茲洛·米拉辛斯基

普热梅斯瓦夫·米亚尔琴斯基（波蘭語：Przemysław Miarczyński，1979年8月26日—）是一名波蘭帆船運動員，他曾在2012年夏季奧林匹克運動會上獲得男子風浪板銅牌。他也參加了2000年、2004年和2008年三屆夏季奧運會。

## 參賽紀錄
| 年份 | 賽事           | 主辦城市 | 名次   | 項目       |
| ---- | -------------- | -------- | ------ | ---------- |
| 2000 | 奧林匹克運動會 | 雪梨     | 第8名  | 米斯特拉板 |
| 2004 | 奧林匹克運動會 | 雅典     | 第5名  | 米斯特拉板 |
| 2008 | 奧林匹克運動會 | 北京     | 第16名 | 風浪板     |
| 2012 | 奧林匹克運動會 | 倫敦     | 銅牌   | 風浪板     |

## 外部連結
- Przemysław Miarczyński - Polish Sailing Encyclopedia[永久] （波兰語）